# Velvette
La Velvette est une rivière de France, longue de 4 km, affluent de la rive gauche de l'Essonne et sous-affluent de la Seine.

## Géographie
La Velvette prend sa source dans la commune de Boigneville, en contrebas du hameau de Prinvaux, à la fontaine du Gros Carreau.
Elle traverse ensuite la commune de Prunay-sur-Essonne et s'y jette dans l'Essonne.